# Bon Chenār
Bon Chenār (persiska: بن چنار) är en ort i Iran.   Den ligger i provinsen Markazi, i den centrala delen av landet, 190 km sydväst om huvudstaden Teheran. Bon Chenār ligger 2 095 meter över havet och antalet invånare är 413.
Terrängen runt Bon Chenār är platt åt sydväst, men åt nordost är den kuperad.Runt Bon Chenār är det ganska glesbefolkat, med 21 invånare per kvadratkilometer. Närmaste större samhälle är Tafresh, 16,0 km nordost om Bon Chenār. Trakten runt Bon Chenār består i huvudsak av gräsmarker.